# Guangzhou International Women's Open 2012
Guangzhou International Women's Open 2012 — жіночий тенісний турнір, що проходив на відкритих кортах з твердим покриттям. Це був 9-й за ліком Guangzhou International Women's Open. Належав до категорії International у рамках Туру WTA 2012. Відбувся в Гуанчжоу (Китай). Тривав з 17 до 23 вересня 2012 року.

## Переможниці

### Одиночний розряд
- Сє Шувей —  Лора Робсон, 6–3, 5–7, 6–4

Для Сє це був другий титул за сезон і за кар'єру.

### Парний розряд
- Тамарін Танасугарн /  Ч Шуай —  Ярміла Ґайдошова /  Моніка Нікулеску,  2–6, 6–2, [10–8]

## Учасниці основної сітки в одиночному розряді

### Сіяні
| Країна  | Гравчиня          | Рейтинг1 | Сіяна |
| ------- | ----------------- | -------- | ----- |
| Франція | Маріон Бартолі    | 10       | 1     |
| КНР     | Чжен Цзє          | 23       | 2     |
| Румунія | Сорана Кирстя     | 32       | 3     |
| Польща  | Уршуля Радванська | 40       | 4     |
| ПАР     | Шанелль Схеперс   | 44       | 5     |
| Румунія | Моніка Нікулеску  | 47       | 6     |
| КНР     | Пен Шуай          | 48       | 7     |
| Франція | Алізе Корне       | 49       | 8     |

- 1 Посів ґрунтується на рейтингові станом на 10 вересня 2012

### Інші учасниці
Нижче подано учасниць, що отримали вайлд-кард на вихід в основну сітку:
- Дуань Інін
- Ван Цян
- Чжен Сайсай

Нижче наведено гравчинь, які пробились в основну сітку через стадію кваліфікації:
- Заріна Діяс
- Луксіка Кумхун
- Нудніда Луангам
- Ху Юеюе

Учасниці, що потрапили до основної сітки як щасливий лузер:
- Kai-Chen Chang

### Відмовились від участі
- Петра Цетковська

### Знялись
- Маріон Бартолі (хворобу шлунково-кишкового тракту)
- Ольга Говорцова
- Олександра Панова
- Марія-Тереса Торро-Флор
- Чжань Юнжань (запаморочення)

## Учасниці основної сітки в парному розряді

### Сіяні пари
| Країна            | Гравчиня           | Країна            | Гравчиня         | Рейтинг1 | Сіяна |
| ----------------- | ------------------ | ----------------- | ---------------- | -------- | ----- |
| Австралія         | Ярміла Ґайдошова   | Румунія           | Моніка Нікулеску | 74       | 1     |
| Китайський Тайбей | Чжань Хаоцін       | Китайський Тайбей | Чжань Юнжань     | 106      | 2     |
| Таїланд           | Тамарін Танасугарн | КНР               | Ч Шуай           | 120      | 3     |
| Росія             | Ніна Братчикова    | Росія             | Алла Кудрявцева  | 143      | 4     |

- 1 Рейтинг подано станом на 10 вересня 2012

### Інші учасниці
Нижче наведено пари, які отримали вайлдкард на участь в основній сітці:
- Лян Чень /  Тянь Жань
- Янь Цзи /  Чжан Лін

### Знялись
- Чжань Юнжань (запаморочення)
- Полін Пармантьє (хворобу шлунково-кишкового тракту)